# Leucatea
En la mitología griega, Leucatea es el nombre de una fiesta que se celebraba en Teos, Lidia, en honor de la diosa In-Leucotea.
En honor de esta diosa se celebraban diferentes fiestas en gran número de ciudades griegas, pero la Leucatea no consta que se celebrara más que en Teos, ordenada por un decreto de la simmaria de los equinadas, donde consta que se debía proclamar una corona después de la celebración de la fiesta.